# Râul Albu
Râul Albu este un curs de apă, afluent al râului Pârgavu. 

## Hărți
- Harta munții Vâlcan  Arhivat în 15 iunie 2011, la Wayback Machine.